# Korpisaari (halvö i Korpijärvi och Verijärvi)
Korpisaari är en halvö i sjön Korpijärvi och i kommunen S:t Michel och landskapet Södra Savolax, i den södra delen av Finland, 210 km nordost om huvudstaden Helsingfors. Arean är omkring 39 hektar och skogsvägsförbindelse finns söderifrån.